# Pitcairnia cuatrecasana
Pitcairnia cuatrecasana är en gräsväxtart som beskrevs av Lyman Bradford Smith. Pitcairnia cuatrecasana ingår i släktet Pitcairnia och familjen Bromeliaceae. Inga underarter finns listade i Catalogue of Life.